# Simon Peters Sogn (København)
 For alternative betydninger, se Simon Peters Sogn. (Se også artikler, som begynder med Simon Peters Sogn)
Simon Peters Sogn er et sogn i Amagerbro Provsti (Københavns Stift). Sognet ligger i Københavns Kommune; indtil Kommunalreformen i 1970 lå det i Sokkelund Herred (Københavns Amt). I Simon Peters Sogn ligger Simon Peters Kirke.
I Simon Peters Sogn findes:
- Femøren
- Femøren Station